# 구로우육
구로우육(광둥어: 咕嚕肉, 월병: gu1 lou1 juk6, 중국어 간체자: 咕噜肉, 병음: gūlūròu 구루러우[*]) 또는 구라오러우(중국어: 咕咾肉, 병음: gūlǎoròu)는 튀긴 돼지고기에 파인애플, 양파 등을 넣어 만든 새콤달콤한 소스를 뿌려먹는 광둥식 탕추 요리이다.

## 사진 갤러리

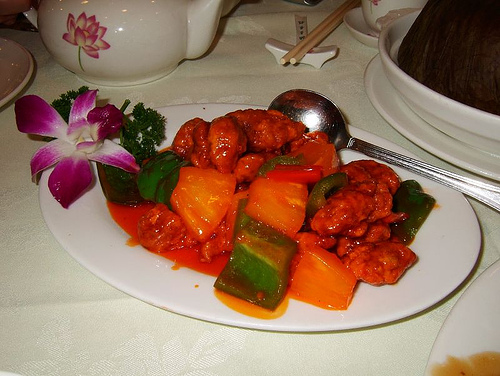
돼지고기 대신 두부를 쓴 채식 구로우육

## 같이 보기
- 궈바오러우
- 탕수육
- 탕추리지